# مرايا روحي
مرايا روحي هو ألبوم للفنانة الفلسطينية ريم بنا، صدر عام 2005. عُرفت ريم بنا عالميًا من خلال مشاركتها في مشروع "تهويدات من محور الشر"، وتعود في هذا الألبوم لتتعاون مع فرقة نرويجية في تسجيل فلسطيني الطابع بأسلوب بوب-فولك واضح. أُنتج الألبوم بالتعاون مع خماسي نرويجي، ويمزج بين أسلوب البوب الغربي والبُنى المقامية والصوتية الشرقية، مع كلمات باللغة العربية.
ورغم أن أسلوب هذا الألبوم يختلف عن تسجيلاتها السابقة، فإن موضوعاته بقيت في جوهرها على حالها، إذ يتضمن أغاني عن اليأس والأمل تتناول حياة شعب يكافح، وحتى أغنية عن الزعيم الفلسطيني الراحل ورئيس السلطة الوطنية الفلسطينية ياسر عرفات، بأسلوب يجمع بين العمق والدقة.

## قائمة الأغاني
- مرايا الروح – 6:19
- كرمال الروح – 4:37
- مالك – 4:08
- يا جمال – 4:36
- مشعل – 4:51
- سارة – 5:10
- لاح القمر – 4:01
- رأس الجبل – 5:24
- فارس عودة – 5:57
- ستّي العرجة – 3:53
- الصوت والرائحة والشكل – 6:11

## الموسيقين
- ريم بنا، غناء.
- إلفيند آرسيت، جيتار.
- ديفيد والمرود، البيانو ولوحات المفاتيح.
- جيرموند سيلسيت، جيتار باس.
- رون أرنيسن، طبول.